# Jacob Barnett
Jacob L. Barnett, född 26 maj 1998, Indianapolis, USA, är doktorand och fysikstuderande vid forskningsinstitutet Perimeter Institute for Theoretical Physics i Waterloo, Ontario, Kanada. Han betraktas av många som ett underbarn och har en uppmätt intelligenskvot på 170.
Barnett har bland annat lagt fram en egen relativitetsteori och ska själv ha lärt sig infinitesimalkalkyl, algebra, geometri och trigonometri.

## Livshistoria
I en biografi skriven av hans mor, Kristine Barnett, berättar hon om hur han vid två års ålder blev diagnostiserad autism och istället för att gå i vanlig skola fick skolas hemma av sina föräldrar. Specialister och läkare spådde Barnetts framtid väldigt dyster och det ifrågasattes huruvida han över huvud taget skulle kunna ta hand om sig själv, utföra vardagliga sysslor eller kunna lära sig att läsa.
I en intervju berättar Kristine om hur hon blev rådd att sluta visa Jacob bokstavskort eftersom han enligt specialister aldrig skulle kunna läsa ändå.

## Utbildning
Barnett skrevs 2013 in på Perimeter Scholars International vid forskningsinstitutet Perimeter Institute for Theoretical Physics i Waterloo, Ontario, Kanada, för en ettårig masterkurs i teoretisk fysik  som har till syfte att ta högkvalificerade och exceptionellt motiverade doktorander till yttersta framkanten inom teoretisk fysik.
Vid en ålder av 15 år var Barnett den yngsta person som någonsin antagits till masterkursen. Han slutförde kursen 2014 och är sedan dess doktorand vid institutet.